# 卡羅爾 (內布拉斯加州)
卡羅爾（英語：Carroll）是位於美國內布拉斯加州韋恩縣的村。

## 人口
根據2020年美國人口普查的數據，卡羅爾的面積為0.39平方千米，皆為陸地。當地共有人口193人，而人口密度為每平方千米495人。